# オンゴタ語
オンゴタ語（オンゴタご、Ongota language）またはビラレ語（ビラレご、Birale language）は、エチオピア南西部の危機に瀕する言語である。 ユネスコは2012年に、115人の全民族人口のうち、12人の高齢話者のみが残り、Weito川の西岸にある残りの小さな村がツァミ語に言語交替したと報告した。 基本の語順は主語-目的語-動詞である。言語の分類は未決定（曖昧な状態）である。

## 分類
オンゴタ語には、アフロ・アジア語族とナイル・サハラ語族の両方の特徴があり、分類が混乱している。言語学者と人類学者は、これまでその言語学的ルーツを明確に追跡することができなかった。 SavàandTosco（2007）は、オンゴタ語の形態はツァミ語型であり、語彙の約50％がツァミ語の語根に接続できると主張している。彼らはまた、アディスアベバ大学のAklilu Yilmaが、オンゴタ語をピジン化されたクレオール言語と見なしていると報告している。彼らは「オンゴタ族が多民族の混淆体に由来するという地元の伝説は、この結論を補強する」と述べている。彼らはさらに、ライオネル・ベンダーがオンゴタ語をクシ語派、VáclavBlažek（1991、2001など）がナイル・サハラ語族、およびクシ語学者のMaarten Mous（2003）は孤立した言語とそれぞれ見做していると報告した。SavàとTosco（2003、2007）自身は、ナイル・サハラ語の基層を持つ東クシ語であるとしている。すなわち、オンゴタ語の話者は過去にナイル・サハラ語から東クシ語に言語交替したが、その痕跡はまだ残っているということになる。 Fleming（2006）は、アフロ・アジア語族の独立した分派であると考えている。 Bonny Sands（2009）は、SavàとToscoの提案が最も説得力のある提案であるとしている。 Sava＆Tosco（2015）はオンゴタ語を未分類言語に留め置き、おそらく孤立した言語であるが、上層言語の影響を大きく受けたことで、元の所属が不明瞭になった、としている。